# Manganit
Manganitul este un mineral compus din oxid de mangan - hidroxid, MnO(OH), care cristalizează în sistem monoclinic (pseudoortorrombic).
Manganitul poate fi scris și ca un cristalohidrat al oxidului de mangan(III): Mn2O3•nH2O
Cristalele de manganit sunt prismatice și striate paralel cu lungimea lor; acestea sunt adesea grupate împreună în mănunchiuri. Culoarea este gri-oțel închis până la negru-fier, iar luciul strălucitor. Duritatea este 4 pe scara Mohs, iar greutatea specifică este 4,3 g/cm3
Mineralul conține 89,7% sesquioxid de mangan; se dizolvă in acid clorhidric cu degajare de clor.